# Кемпфе, Рудольф
Рудольф Кемпфе (нем. Rudolf Kaempfe; 10 апреля 1883 — 23 декабря 1962) — германский военачальник, генерал артиллерии (1941), участник Первой и Второй мировых войн. 

## Биография
Поступил в прусскую армию общегерманских войск в 1902 году кадетом, в 1903 году получил воинское звание лейтенанта. Служил в артиллерии, с 1911 года — обер-лейтенант. 
Участвовал в Первой мировой войне, 8 ноября 1914 года получил звание капитана. В 1916 году после ранения переведен в Генеральный штаб. За заслуги получил Рыцарский крест ордена Гогенцоллернов с мечами (1918) и Железный крест обоих классов. 
После поражения — в рейхсвере. С 1925 года — майор, с 1930 года — подполковник, с 1933 года — полковник. 1 апреля 1935 года назначен командиром 8-го артиллерийского командования (Арко 8), 1 ноября 1935 года получил звание генерал-майора. В апреле 1937 года назначен командиром 31-й пехотной дивизии, 1 января 1938 года получил звание генерал-лейтенанта. 
С началом Второй мировой войны командовал 31-й дивизией в Польской (1939) и Французской (1940) кампаниях. 
В мае 1941 года назначен командующим XXXV особым командованием, с которым вступил в войну против СССР, 1 июля 1941 года ему было присвоено звание генерала артиллерии. Действовал в Полесье на южном фланге группы армий «Центр», в августе 1941 года осуществил операцию по захвату Мозыря, затем участвовал в разгроме советского Юго-Западного фронта под Киевом и в наступлении на Москву. 19 декабря 1941 года награждён Немецким крестом в золоте. 
20 января 1942 года его штаб особого командования был переименован в XXXV армейский корпус. Командовал им до 31 октября 1942 года, когда оставил командование и переведен в резерв ОКХ. 
После покушения на Гитлера 20 июля 1944 года арестован гестапо 21 июля 1944 года. 
После поражения в мае 1945 года взят в плен Советской Армией, вывезен в СССР. Осенью 1949 года освобождён из плена.